# The Last Shadow Puppets
The Last Shadow Puppets este o formație de muzică indie rock din Marea Britanie, formată din Alex Turner, solist al formației Arctic Monkeys, Miles Kane, fost solist al formației The Rascals și compozitorul/producătorul James Ford.

## Istoria formației

### Înființare
În august 2007, revista NME anunțase că solistul principal al formației Arctic Monkeys, Alex Turner și solistul principal al noii formații înființate atunci The Rascals, Miles Kane vor înregistra un album cu James Ford în calitate de producător și toboșar. Turner și Kane s-au împrietenit când formația anterioară a lui Kane, The Little Flames i-a susținut cantând pe Arctic Monkeys în cadrul turneului lor din 2005 în Marea Britanie. De asemenea, The Little Flames i-a susținut pe Arctic Monkeys în cadrul turneului lor din aprilie 2007 în Marea Britanie, când Turner și Kane au compus împreună cântece pentru un proiect comun. Colaborarea lor s-a extins în materialul formației Arctic Monkeys, împreună cu Kane care cânta cântecul „505”, fiind cântecul de închidere al celui de-al doilea album, Favorite Worst Nightmare al formației și în Fluorescent Adolescent, cel de-al doilea single al albumului, în cântecele „The Bakery” și „Plastic Tramp”. Kane a cântat „505” și „Plastic Tramp” alături de Arctic Monkeys în cadrul câtorva concerte, printre care mini-festivalele de vară de la Lancashire County Cricket Club și apariția formației Arctic Monkeys la Glastonbury.
Înregistrările inițiale ale cântecelor care în cele din urmă vor constitui albumul lor de debut s-au desfășurat în Franța spre sfârșitul lunii august 2007 cu material suplimentar adăugat între lunile august și decembrie din acel an. În luna decembrie, Owen Pallett a fost desemnat conductor al orchestrei London Metropolitan Orchestra pentru album. Pe parcursul înregistrărilor, Turner și Kane au angajat o echipă de filmare documentară, Luke Seomore și Joseph Bull, pentru a captura povestea proiectului.

### The Age of the Understatement
Pe 20 februarie 2008, duoul au declarat că vor fi cunoscuți ca „The Last Shadow Puppets” iar albumul lor va fi intitulat The Age of the Understatement și va fi lansat pe 21 aprilie 2008. Albumul s-a plasat direct pe numărul unu al clasamentului UK Albums Chart. Primul single „The Age of the Understatement” a fost lansat cu o săptămână mai devreme pe 14 aprilie, împreună cu noul cântec „Two Hearts in Two Weeks” și preluări din „Wondrous Place” a lui Billy Fury și „In the Heat of the Morning” a lui David Bowie (un cântec amintit anterior de Turner ca fiind preferat) ca fața B. Duoul a afirmat că s-au inspirat din cântecele lui Scott Walker și Bowie. Pe lângă aceștia, sunt de asemenea influențe din The Beatles și rock progresiv de la sfârșitul anilor 60/începutul anilor 70.
Al doilea single „Standing Next to Me”, a fost lansat pe 7 iulie 2008. Tot din acel album a fost scos un al treilea single „My Mistakes Were Made for You”.
Albumul a fost nominalizat la Mercury Prize din 2008, însă a pierdut în fața celui al formației Elbow, The Seldom Seen Kid.

### Everything You've Come to Expect
Deși Kane afirmase într-un interviu acordat revistei „The Sun” că The Last Shadow Puppets doreau să înregistreze un nou material în 2009, ulterior nu se mai anunțase nimic în acel an și deși Alex Turner declarase într-un interviu la Absolute Radio din martie 2010 că nu există planuri noi, Kane afirmase în octombrie 2010 că se vor reuni odată ce va termina cu proiectul său solo.
În martie 2011, Turner confirmase că este interesat să înregistreze un al doilea album.
La 3 ianuarie 2012, Miles Kane afirmase că The Last Shadow Puppets planifică să lanseze al doilea album „poate la sfârșitul anului, poate anul următor.”
În octombrie 2015, Owen Pallet a afirmat pe Twitter că va începe să înregistreze precizând la urmă hashtag-ul: #tlsp2. Imediat, fanii formației au speculat că este vorba despre un nou album. Ulterior, James Ford, toboșar și producător al formației a anunțat în noiembrie 2015 că noul album a fost finalizat și urmează să fi distribuit pe piața muzicală în 2016.
Pe 10 ianuarie 2016, formația a lansat primul single după aproape opt ani. Cântecul „Bad Habits” a fost însoțit de un videoclip.
În data de 21 ianuarie 2016, formația a anunțat că al doilea album va fi intitulat  Everything You've Come to Expect și îi va readuce pe cei trei membrii din albumul precedent alături de basistul Zach Dawes.
Formația a lansat alte trei single-uri, fiecare acompaniat de videoclip, înainte de a distribui noul album: „Everything You've Come to Expect” pe 10 martie 2016, „Aviation” pe 16 martie 2016 și „Miracle Aligner” pe 29 martie 2016. Albumul a fost lansat pe 1 aprilie 2016.

### Apariții live

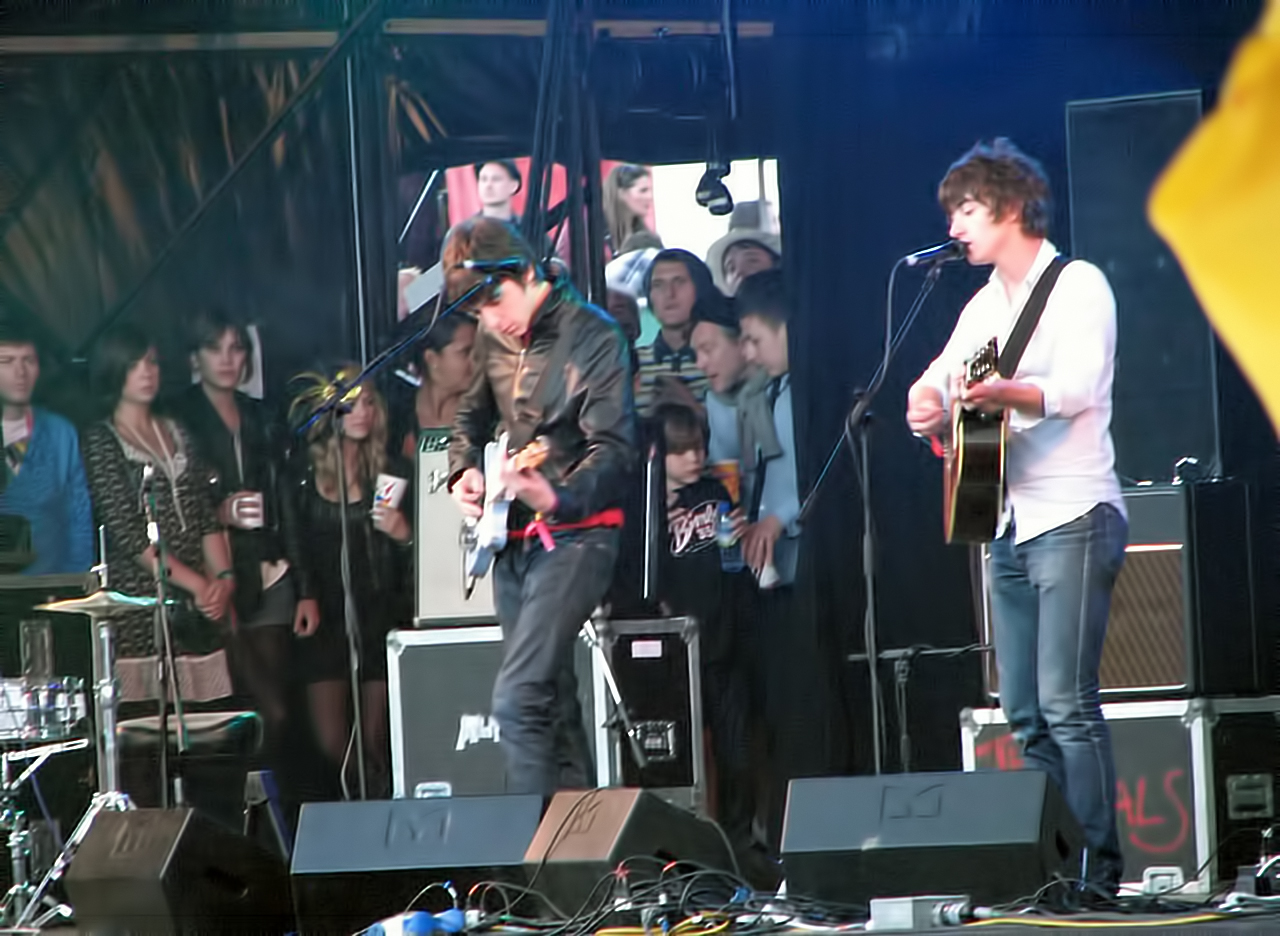
The Last Shadow Puppets concertând la Glastonbury Festival

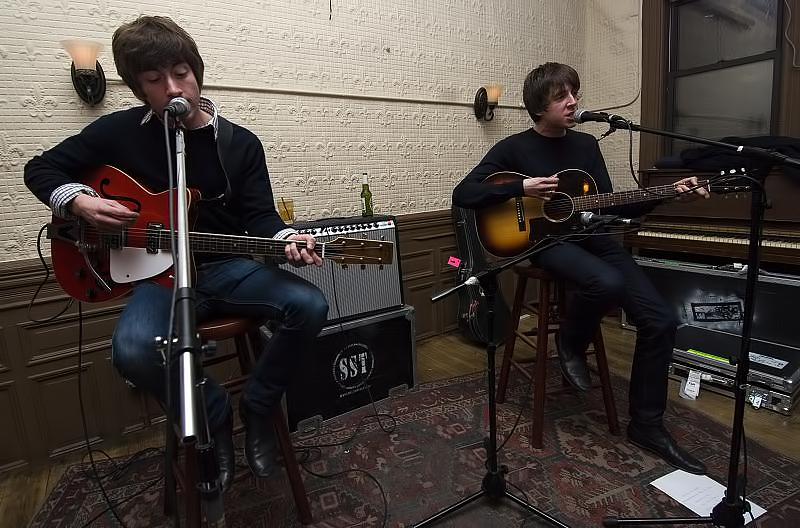
The Last Shadow Puppets la Sound Fix Records.

Primul spectacol al formației a fost susținut în Brooklyn, New York la Sound Fix Records la 4 martie 2008, următorul concert fiind susținut în noaptea următoare la Cake Shop din Lower East Side.
The Last Shadow Puppets au cântat două cântece pe 5 aprilie la Lock Tavern în Camden, Londra. Au cântat „Meeting Place” și „Standing Next to Me” ca sprijin pentru Remi Nicole, care a organizat petrecerea atât pentru a-și sărbătorii ziua de naștere cât și pentru a strânge bani pentru persoanele bolnave de scleroză multiplă. De asemenea, formația au cântat la emisiunea Later... with Jools Holland împreună cu James Ford la tobe, Stephen Fretwell la bas, John Ashton la clape și Owen Pallett dirijând acompanierea de instrumente cu coarde. Duoul a cântat de asemenea la Friday Night with Jonathan Ross pe 5 iulie.
Formația a cântat la festivalul Glastonbury pe 28 iunie 2008 cu Matt Helders, toboșarul de la Arctic Monkeys, cântând la tobe melodia „The Age of the Understatement” și Jack White, membru al formațiilor The Raconteurs și The White Stripes cântând la chitară solo melodia „Wondrous Place”.
La 4 iulie 2008, au cântat melodia Standing Next to Me ca parte din cadoul de aniversare pentru Jo Whiley la BBC Radio 1. De asemenea, au făcut o preluare din cântecul SOS (Rescue Me) al Rihannei.
Împreună cu 16 instrumentiști ai orchestrei, au cântat două spectacole live pentru Reading and Leeds Festivals din 2008, la Portsmouth Guildhall și Oxford New Theatre.

## Premii și nominalizări
| An   | Premiu           | Categorie                       | Lucrare nominalizată            | Rezultat    |
| ---- | ---------------- | ------------------------------- | ------------------------------- | ----------- |
| 2008 | MOJO Awards      | Artistul debutant               | Ei înșiși                       | Câștigat    |
| 2008 | Mercury Prize    | Mercury Prize                   | The Age of the Understatement   | Finalist    |
| 2008 | Q Awards         | Cel mai bun număr nou           | Ei înșiși                       | Câștigat    |
| 2009 | 2009 BRIT Awards | Debutantul britanic             | Ei înșiși                       | Nominalizat |
| 2009 | NME Awards       | Cea mai bună formație britanică | Ei înșiși                       | Nominalizat |
| 2009 | NME Awards       | Cea mai bună melodie            | 'The Age of the Understatement' | Nominalizat |
| 2009 | NME Awards       | Cel mai bun video               | My Mistakes Were Made For You   | Câștigat    |

## Membrii formației
- Alex Turner – voce, chitară, bas
- Miles Kane – voce, chitară, bas
- James Ford – baterie, percuție, producător

## Discografie

### Albume din studio
| Year | Detalii | Poziția în clasamentul muzical | Poziția în clasamentul muzical | Poziția în clasamentul muzical | Poziția în clasamentul muzical | Poziția în clasamentul muzical | Poziția în clasamentul muzical | Poziția în clasamentul muzical | Poziția în clasamentul muzical | Poziția în clasamentul muzical | Poziția în clasamentul muzical | Poziția în clasamentul muzical | Poziția în clasamentul muzical | Poziția în clasamentul muzical | Poziția în clasamentul muzical | Poziția în clasamentul muzical | Certificate         |
| Year | Detalii | Regatul Unit                   | Australia                      | Austria                        | Canada                         | Danemarca                      | Elveția                        | Flandra                        | Franța                         | Germania                       | Irlanda                        | Olanda                         | Norvegia                       | Suedia                         | SUA                            | Valonia                        | Certificate         |
| ---- | --- | ------------------------------ | ------------------------------ | ------------------------------ | ------------------------------ | ------------------------------ | ------------------------------ | ------------------------------ | ------------------------------ | ------------------------------ | ------------------------------ | ------------------------------ | ------------------------------ | ------------------------------ | ------------------------------ | ------------------------------ | ------------------- |
| 2008 | The Age of the Understatement - Lansat pe 21 aprilie 2008 - Casă de discuri: Domino - Formate: LP, CD, digital download | 1                              | 30                             | 60                             | 47                             | 65                             | 23                             | 4                              | 18                             | 42                             | 2                              | 12                             | 23                             | 34                             | 111                            | 39                             | - Regatul Unit: Aur |

### Single-uri
| An   | Titlu                           | Poziția în clasamentul muzical | Poziția în clasamentul muzical | Poziția în clasamentul muzical | Poziția în clasamentul muzical | Poziția în clasamentul muzical | Poziția în clasamentul muzical | Album                         |
| An   | Titlu                           | Regatul Unit                   | Europa                         | Franța                         | Irlanda                        | Olanda                         | Spania                         | Album                         |
| ---- | ------------------------------- | ------------------------------ | ------------------------------ | ------------------------------ | ------------------------------ | ------------------------------ | ------------------------------ | ----------------------------- |
| 2008 | „The Age of the Understatement” | 9                              | 26                             | 81                             | 34                             | 97                             | 3                              | The Age of the Understatement |
| 2008 | „Standing Next to Me”           | 30                             | —                              | 64                             | —                              | —                              | 13                             | The Age of the Understatement |
| 2008 | „My Mistakes Were Made for You” | 81                             | 87                             | 64                             | —                              | 75                             | —                              | The Age of the Understatement |